# イワシ
イワシ（鰯・鰛・鰮）は、狭義には魚類ニシン目ニシン亜目の複数種の小魚の総称である。

## 概要
日本でイワシといえば、ニシン科のマイワシとウルメイワシ、カタクチイワシ科のカタクチイワシ計3種を指し、世界的な話題ではこれらの近縁種を指す。ただし、他にも名前に「イワシ」とついた魚は数多い（後述）。日本の古い女房言葉では「むらさき」とも呼ばれる。
日本を含む世界各地で漁獲され、食用や飼料・肥料などに利用される。

## 分類

### 日本のイワシ
- ニシン亜目 Clupeoidei
  - ニシン科 Clupeidae
    - ニシン亜科 Clupeinae
      - マイワシ属 Sardinops
        - マイワシ Sardinops melanostictus

    - ウルメイワシ亜科 Dussumieriinae
      - ウルメイワシ属 Etrumeus
        - ウルメイワシ Etrumeus teres

  - カタクチイワシ科 Engraulidae
    - カタクチイワシ亜科 Engraulinae
      - カタクチイワシ属 Engraulis
        - カタクチイワシ Engraulis japonica

日本の漁獲について言う場合は、この3種を狭義の「イワシ」として扱う。

### 世界のイワシ
しばしば、マイワシ、ウルメイワシ、カタクチイワシの近縁種がイワシに含められる。マイワシ属、ウルメイワシ属、カタクチイワシ属および、マイワシ属と合わせてマイワシ類とされるサルディナ属を加えた4属の種を以下に挙げる。これらは商品として流通する場合においては「マイワシ」「ウルメイワシ」「カタクチイワシ」として扱われることが多い。
種の分け方には諸説ある（たとえばマイワシ属に1–2種しか認めないなど）が、ITISによった。
- マイワシ属 Sardinops
  - マイワシ (Japanese pilchard) Sardinops melanostictus
  - オーストラリアマイワシ (Australian pilchard) Sardinops neopilchardus
  - ミナミアフリカマイワシ (southern African pilchard) Sardinops ocellatus
  - カリフォルニアマイワシ (South American pilchard) Sardinops sagax (Sardinops caeruleus)
- サルディナ属 Sardina
  - ニシイワシ (ヨーロッパマイワシ、European pilchard) Sardina pilchardus
- ウルメイワシ属 Etrumeus
  - Etrumeus micropus
  - ウルメイワシ (round herring) Etrumeus teres
  - ホワイトヘッドウルメイワシ (Whitehead’s round herring) Etrumeus whiteheadi
- カタクチイワシ属 Engraulis
  - アンチョイタ (アルゼンチンカタクチイワシ、Argentine anchovy) Engraulis anchoita
  - オーストラリアカタクチイワシ (Australian anchovy) Engraulis australis
  - モトカタクチイワシ (ヨーロッパカタクチイワシ、European anchovy) Engraulis encrasicolus
  - ギンイロカタクチイワシ (silver anchovy) Engraulis eurystole
  - カタクチイワシ (シコイワシ、Japanese anchovy) Engraulis japonicus
  - カリフォルニアカタクチイワシ (Californian anchovy) Engraulis mordax
  - ペルーアンチョビ (アンチョベータ、anchoveta) Engraulis ringens

### 英語での分類
マイワシ類、カタクチイワシ類は世界的に重要な魚である（ウルメイワシ類の重要性はやや下がる）が、これらを総称する言葉は日本語以外ではあまり見られない。
英語では、マイワシ類はニシン亜科の数属の小魚と合わせてサーディン sardine と呼ぶ。サーディンは通常「イワシ」と訳されるが、ママカリなども含む。
カタクチイワシ類は、カタクチイワシ科全体をアンチョビ anchovy と呼ぶ。アンチョビは通常「カタクチイワシ」と訳されるが、エツなども含む。
ウルメイワシはラウンドヘリング round herring と呼ぶ。なお、単なるヘリングherring はニシン属のことである。

## 特徴
海水魚で、沿岸性の回遊魚である。遊泳能力が高く、群れで行動する。全長は成魚で10cm–30cmほどである。
プランクトン食で、微小な歯がある。体は細長く、断面は円筒形ないしやや側扁（縦長）。背が青く、腹が白い。赤身の青魚である。鱗が剥がれやすい。

## 名称
陸に揚げるとすぐに弱って腐りやすい魚であることから「よわし」から変化した言われる（漢字の「鰯」もこれに由来する）。藤原京、平城京出土の木簡には「伊委之」「伊和志」の文字があり、「鰯」（日本で作られた国字）の最も古い使用例は、長屋王（684年?〜729年）邸宅跡から出土した木簡である。
イワシを意味する漢字の「鰯」は日本で作られた国字であるが、中国で使用されることもある。中国語でイワシは主に「鰮魚」もしくは英語の sardine を音訳した「沙丁魚」「撒丁魚」などと表記される。その他、ロシア語のイヴァーシ (иваси) も日本語からの借用である。

## 利用

### 食用
イワシは、海に隣接する領域を持つほとんどの文化において食用にされ、主要な蛋白源の一つである。日本では刺身、にぎり寿司、塩焼き、フライ、天ぷら、酢の物、煮付けなどにして食用とする。稚魚や幼魚はちりめんじゃこ（しらす干し）、釜あげ（釜あげしらす）や煮干しの材料になる。欧米でも塩焼き、酢漬け、油漬（オイル・サーディン）、缶詰（アンチョビ）などで食用にされる。水揚げ後は傷みやすいので、干物各種・缶詰・つみれなどの加工品として流通することが多く、刺身、寿司など生食される日本の食べ方は驚かれる。鮮度がよければ美味で、「七度洗えばタイの味」といわれる。
日本近海のマイワシは産卵前に栄養を蓄え脂がのっている6～7月が旬で、この時期の梅雨にちなんで「入梅イワシ」と呼ばれる。
栄養面では、DHAやEPAなどの不飽和脂肪酸を豊富に含む。CoQ10も含まれる。その一方でプリン体も多量に含むため、高尿酸血症（痛風）の患者やその傾向にある者は摂取を控えるように言われることもある。

### 食用以外
食用以外にも魚油の採取、養殖魚や家畜の飼料、肥料などの用途がある。
鮮魚として消費地に届けるための冷凍・冷蔵・缶詰技術がなかったかつては、灯火用の魚油や肥料用の干鰯が主用途であり、「食スルハ千分ノ一ナリ」（『言海』）といわれた。かつて九十九里浜（千葉県）の鰯漁況が全国の米の作柄を左右するともいわれたが、明治以後は、北海道の鰊粕にその座を譲った。2022年現在でもイワシは肥料用魚粉の原料として使用される。またイワシの「魚粕」も、少量ながら生産されている。

### 漁業

#### 魚種交替
イワシは漁獲量が比較的多く、日本では伝統的に大衆魚に位置付けられる。しかしイワシの仲間は長期的に資源量の増減を繰り返し、マイワシは1988年をピークに漁獲が減少し、値段が高騰した。一方でアメリカ合衆国西海岸では漁獲高が上がり、またカタクチイワシの漁獲高も増えている。
| 年次 | マイワシ | ウルメイワシ | カタクチイワシ |
| ---- | -------- | ------------ | -------------- |
| 1955 | 211      | 66           | 392            |
| 1965 | 9        | 29           | 406            |
| 1975 | 526      | 44           | 245            |
| 1985 | 3866     | 30           | 206            |
| 1995 | 661      | 48           | 252            |
| 2005 | 28       | 35           | 349            |

このようなイワシ資源変動の原因については諸説あるが、基本的には長期的に資源量の変化があるものであり、乱獲やクジラなどの海洋生物の捕食による可能性は低く、長期的な気候変動とそれに伴うプランクトンの増減によるという説が今日では大勢となっている。

#### 日本の主な陸揚げ漁港
2002年度
- 第1位 - 銚子漁港（千葉県銚子市）
- 第2位 - 波崎漁港（茨城県神栖市）
- 第3位 - 飯岡漁港（千葉県旭市）
- 第4位 - 片貝漁港（千葉県九十九里町）
- 第5位 - 大津漁港（茨城県北茨城市）

#### 世界の漁獲量
国際連合食糧農業機関（FAO）調べ、2005年。
| 順位 | 分類             | 和名                         | 英名                      | 学名                    | 千トン |
| ---- | ---------------- | ---------------------------- | ------------------------- | ----------------------- | ------ |
| 1    | カタクチイワシ類 | ペルーアンチョビ             | anchoveta                 | Engraulis ringens       | 10215  |
| 8    | カタクチイワシ類 | カタクチイワシ               | Japanese anchovy          | Engraulis japonicus     | 1639   |
| 11   | マイワシ類       | ニシイワシ                   | European pilchard         | Sardina pilchardus      | 1069   |
| 17   | マイワシ類       | カリフォルニアマイワシ       | South American pilchard   | Sardinops sagax         | 635    |
| 28   | カタクチイワシ類 | モトカタクチイワシ           | European anchovy          | Engraulis encrasicolus  | 381    |
| 46   | カタクチイワシ類 | ミナミアフリカカタクチイワシ | southern African anchovy  | Engraulis capensis      | 286    |
| 48   | マイワシ類       | ミナミアフリカマイワシ       | southern African pilchard | Sardinops ocellatus     | 274    |
| 57   | マイワシ類       | マイワシ                     | Japanese pilchard         | Sardinops melanostictus | 213    |

世界的にはカタクチイワシ類の漁獲が非常に多く、日本産の種でもカタクチイワシが最も多い。
ウルメイワシ類は15万トン以下（71位より下）で、種別の統計に表れていない。なお、ミナミアフリカカタクチイワシはモトカタクチイワシと同種とされることが多い。

## 広義のイワシ
和名に「イワシ」と付く魚はマイワシ、ウルメイワシ、カタクチイワシ以外にも多い。さまざまな小魚の海水魚に名づけられており、生態や特徴などには共通点は薄い。日本以外の言語圏ではイワシの仲間とはみなされていない。
トウゴロウイワシやカライワシなどはイワシに似た沿岸魚だが、オキイワシは外洋を遊泳する大型魚、イトヒキイワシやハダカイワシ、セキトリイワシなどは深海魚である。
なお、以下で「全種」とあるのは、一般的な和名がついている種のほぼ全て、ということである。
- ニシン目
  - ニシン科 Clupeidae - ウルメイワシ、ギンイワシ、オグロイワシ、マイワシ など
  - カタクチイワシ科 Engraulidae - インドアイノコイワシ、オオイワシ、カタクチイワシ、ギンオビイワシ、タイワンアイノコイワシ、トガリイワシ など
  - オキイワシ科 Chirocentridae - オキイワシ
- カライワシ目
  - カライワシ科 Elopidae - カライワシ など
- ソトイワシ目
  - ソトイワシ科 Albulidae - ソトイワシ など
- コイ目
  - コイ科 Cyprinidae - カワイワシ、トゲカワイワシ（全種）
- トウゴロウイワシ目
  - トウゴロウイワシ科 Atherinidae - ギンイソイワシ、トウゴロウイワシ、ムギイワシ、ヤクシマイワシ など
- ニギス目
  - セキトリイワシ科 Alepocephalidae - ウケグチイワシ、オニイワシ、クログチイワシ、セキトリイワシ、ソコノコギリイワシ、ツブイワシ、ナメライワシ、ハゲイワシ、ヒレナガイワシ など （全種）
  - ソコイワシ科 Bathylagidae - ギンソコイワシ、クロソコイワシ、ソコイワシ、トガリイチモンジイワシ、ネッタイソコイワシ、ヤセソコイワシ など （全種）
  - ニギス科 Argentinidae - イチモンジイワシ
  - ハナメイワシ科 Platytroctidae - カンタイハナメイワシ、コノハイワシ、ネッタイハナメイワシ、ハナメイワシ、マウルイワシ など （全種）
  - ミクロストマ科 Microstomatidae - ギンサケイワシ、クロサケイワシ （全種）
- ハダカイワシ目
  - ソトオリイワシ科 Neoscopelidae - ソトオリイワシ、クロゴイワシ など （全種）
  - ハダカイワシ科 Myctophidae - オオクチイワシ、カガミイワシ、ハダカイワシ
- ヒメ目
  - チョウチンハダカ科 Ipnopidae - イトヒキイワシ など

## 文化

フランシスコ・デ・ゴヤ作『鰯の埋葬』1812-19年頃

- 鬼は、七輪で鰯を焼く煙と臭気を恐れるといい、西日本には節分に鰯の焼き魚を食べる「節分いわし」の風習がある。焼いたイワシの頭はヒイラギ（柊）の枝とともに「柊鰯」の飾り物にして、門口に掲げておく。また、「鰯の頭も信心から」（つまらないものでも、信仰の対象となれば有り難いと思われるようになるというのたとえ。）ということわざがあり、これはかるたの一枚となっている。
- スペインの謝肉祭では、灰の水曜日に「鰯の埋葬（Entierro de la sardina）」と呼ばれる行事が行われる[9]。いわれに関しては諸説あり、マドリードではもともと豚の肉（サルディーナ）をカーニバル男に見立てて葬っていたが、名前にひかれて鰯（サルディーナ）を穴に埋めるようになった。現在、首都マドリードでは鰯の埋葬は廃れた行事となっているが、ムルシアなどスペイン各所で様々な形で存続している。
- 「赤鰯」は、本来は塩漬けやぬか漬けにしたものを干した赤茶けた鰯のことだが、手入れが悪く、赤く錆びた日本刀を嘲って赤鰯と呼ぶ。